# 杨谨华 (政治人物)
杨谨华（？—？），男，湖南零陵人，中华人民共和国政治人物，曾任贵州省人大常委会副主任，贵州省国际国内公关协会常务副会长。